# دهلق (مشهد ميقان)
دهلق (بالفارسية: دهلق) هي قرية تقع في إيران في قسم مشهد میقان الريفي. يقدر عدد سكانها بـ 45 نسمة بحسب إحصاء 2016.